# دندان‌یک‌چشم
دندان‌یک‌چشم (نام علمی: Odontocyclops) نام یک سرده از راسته ددکاوان است.